# Wu Weiye

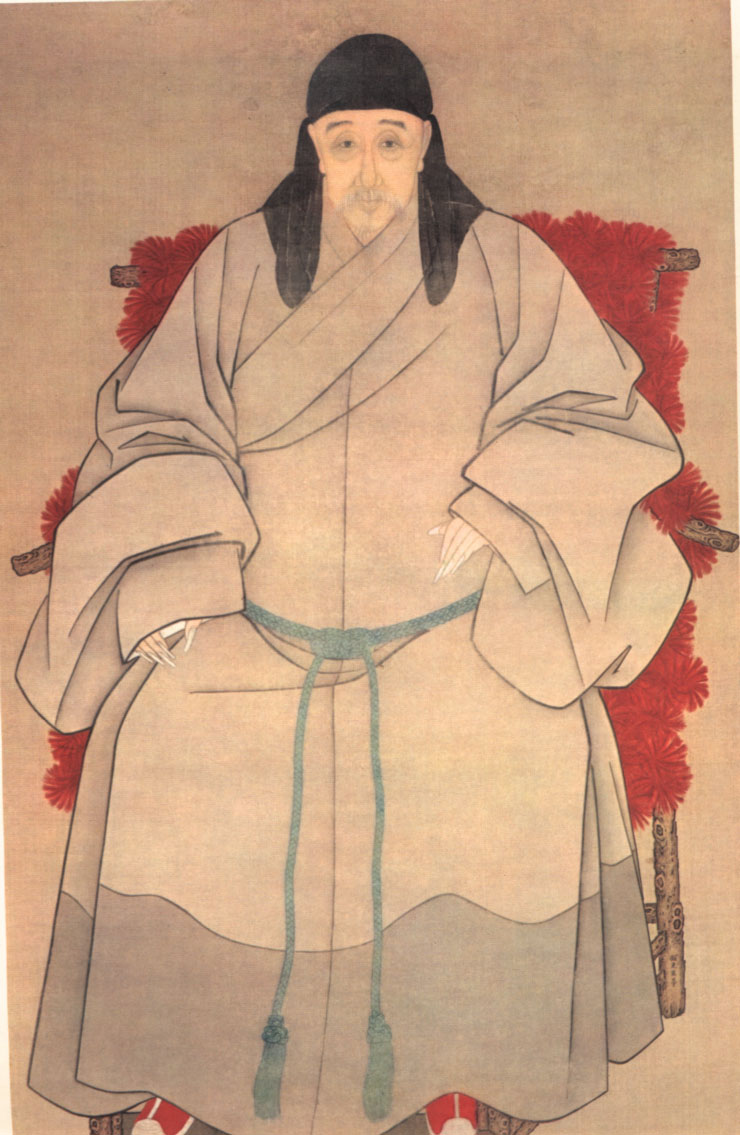
Wu Weiye

Wu Weiye 吳偉業T, 吴伟业S, Wú WěiyèP (1609 – 1671) è stato uno scrittore e poeta cinese classico.

## Biografia
Visse nella difficile epoca della transizione tra Ming e Qing. Era noto assieme a Gong Dingzi e Qian Qianyi come i Tre Maestri di Jiangdong. 
Wu Weiye è noto per aver composto poesie classiche cinesi nella forma Ci ma anche in quella lunga di sette sillabe(gexing).